# Svečinski potok
Svečínski potok je levi pritok Pesnice pri Zgornji Kungoti v severozahodnem delu Slovenskih goric. Izvira v gozdnati grapi tik ob slovensko-avstrijski državni meji, teče skozi vinorodne Svečinske gorice večinoma proti jugovzhodu skozi razložena naselja Svečina, Plač in Slatinski Dol ter se pri Zgornji Kungoti izliva v Pesnico. Precej razvejeno porečje je v srednjemiocenskih laporjih in peščenjakih, v zgornjem toku se mu kot desni pritok pridruži Slatinski potok, malo pred izlivom dobi z leve še Plački in Vrtički potok.
V zgornjem in srednjem toku teče potok po rahlo vijugasti naravni strugi, bolj ali manj gosto obraščeni z obvodnim grmovjem in drevjem, tudi v spodnjem toku je reguliran samo krajši odsek skozi Zgornjo Kungoto. Razmeroma ozka poplavna ravnica na obeh straneh potoka je večinoma v travnikih in zaradi poplavne nevarnosti zelo malo poseljena, razen v zgornjem toku, kjer je v dnu doline jedro naselja Plač in pred izlivom, kjer sta se v dolinsko dno razširila Zgornja Kungota in Plintovec. Zaradi tega so imeli v zadnjih desetletjih nekaj težav s hudourniškimi poplavami, mdr. julija in avgusta 2009.
Po spodnjem delu doline in naprej na sever po dolini Plačkega potoka je nekoč peljala glavna cesta Dunaj–Trst med Ernovžem in Mariborom. Na nizki vzpetini nad dolino stoji svečinski grad iz 17. stoletja.